# Llista d'ocells del Marroc
Aquesta llista d'ocells del Marroc inclou totes les espècies d'ocells trobats al Marroc: 489, de les quals 1 hi és un endemisme reproductor, 15 es troben amenaçades d'extinció a nivell global i 1 hi fou introduïda.
Els ocells s'ordenen per ordre i família.

## Struthioniformes

### Struthionidae
- Struthio camelus -extinta-

## Gaviiformes

### Gaviidae
- Gavia stellata
- Gavia arctica
- Gavia immer
- Gavia adamsii

## Podicipediformes

### Podicipedidae
- Tachybaptus ruficollis
- Podiceps grisegena
- Podiceps cristatus
- Podiceps auritus
- Podiceps nigricollis

## Procellariiformes

### Diomedeidae
- Thalassarche melanophris

### Procellariidae
- Fulmarus glacialis
- Pterodroma feae
- Bulweria bulwerii
- Calonectris diomedea
- Puffinus gravis
- Puffinus griseus
- Puffinus puffinus
- Puffinus mauretanicus
- Puffinus assimilis

### Hydrobatidae
- Oceanites oceanicus
- Pelagodroma marina
- Hydrobates pelagicus
- Oceanodroma castro
- Oceanodroma leucorhoa

## Pelecaniformes

### Phaethontidae
- Phaethon aethereus

### Pelecanidae
- Pelecanus onocrotalus
- Pelecanus crispus

### Sulidae
- Morus bassanus
- Morus capensis
- Sula dactylatra
- Sula leucogaster

### Phalacrocoracidae
- Phalacrocorax carbo
- Phalacrocorax aristotelis
- Phalacrocorax africanus

### Anhingidae
- Anhinga melanogaster

## Ciconiiformes

### Ardeidae
- Ardea cinerea
- Ardea purpurea
- Ardea alba
- Egretta intermedia
- Egretta garzetta
- Egretta gularis
- Ardeola ralloides
- Bubulcus ibis
- Nycticorax nycticorax
- Ixobrychus exilis
- Ixobrychus minutus
- Botaurus stellaris

### Ciconiidae
- Mycteria ibis
- Ciconia nigra
- Ciconia ciconia

### Threskiornithidae
- Geronticus eremita
- Plegadis falcinellus
- Platalea leucorodia

## Phoenicopteriformes

### Phoenicopteridae
- Phoenicopterus roseus
- Phoenicopterus minor

## Anseriformes

### Anatidae
- Dendrocygna bicolor
- Cygnus olor
- Cygnus cygnus
- Anser fabalis
- Anser albifrons
- Anser anser
- Anser indicus
- Chen caerulescens
- Branta bernicla
- Branta leucopsis
- Alopochen aegyptiaca
- Tadorna ferruginea
- Tadorna tadorna
- Plectropterus gambensis
- Aix galericulata
- Anas penelope
- Anas americana
- Anas strepera
- Anas crecca
- Anas platyrhynchos
- Anas rubripes
- Anas acuta
- Anas querquedula
- Anas discors
- Anas smithii
- Anas clypeata
- Marmaronetta angustirostris
- Netta rufina
- Aythya ferina
- Aythya collaris
- Aythya nyroca
- Aythya fuligula
- Aythya marila
- Melanitta nigra
- Melanitta fusca
- Bucephala clangula
- Mergellus albellus
- Mergus serrator
- Mergus merganser
- Oxyura jamaicensis
- Oxyura leucocephala

## Falconiformes

### Pandionidae
- Pandion haliaetus

### Accipitridae
- Pernis apivorus
- Elanus caeruleus
- Milvus milvus
- Milvus migrans
- Haliaeetus albicilla
- Necrosyrtes monachus
- Gypaetus barbatus
- Neophron percnopterus
- Gyps rueppellii
- Gyps fulvus
- Aegypius monachus
- Torgos tracheliotus
- Circaetus gallicus
- Circus aeruginosus
- Circus cyaneus
- Circus macrourus
- Circus pygargus
- Melierax metabates
- Accipiter nisus
- Accipiter gentilis
- Buteo buteo
- Buteo rufinus
- Aquila clanga
- Aquila rapax
- Aquila adalberti
- Aquila heliaca
- Aquila chrysaetos
- Aquila fasciata
- Aquila pennata

### Falconidae
- Falco naumanni
- Falco tinnunculus
- Falco vespertinus
- Falco eleonorae
- Falco columbarius
- Falco subbuteo
- Falco biarmicus
- Falco cherrug
- Falco pelegrinoides
- Falco peregrinus

## Galliformes

### Odontophoridae
- Callipepla californica
- Colinus virginianus

### Phasianidae
- Alectoris chukar
- Alectoris barbara
- Alectoris rufa
- Francolinus bicalcaratus
- Coturnix coturnix
- Syrmaticus reevesii
- Phasianus colchicus

### Numididae
- Numida meleagris -extinta-

## Gruiformes

### Turnicidae
- Turnix sylvaticus

### Gruidae
- Anthropoides virgo
- Grus grus

### Rallidae
- Rallus aquaticus
- Crex crex
- Porzana parva
- Porzana pusilla
- Porzana porzana
- Porzana carolina
- Aenigmatolimnas marginalis
- Porphyrio porphyrio
- Porphyrio alleni
- Gallinula chloropus
- Fulica cristata
- Fulica atra

### Otididae
- Otis tarda
- Ardeotis arabs
- Chlamydotis undulata
- Tetrax tetrax

## Charadriiformes

### Rostratulidae
- Rostratula benghalensis

### Haematopodidae
- Haematopus ostralegus

### Recurvirostridae
- Himantopus himantopus
- Recurvirostra avosetta

### Burhinidae
- Burhinus oedicnemus
- Burhinus senegalensis

### Glareolidae
- Cursorius cursor
- Glareola pratincola
- Glareola nordmanni

### Charadriidae
- Vanellus vanellus
- Vanellus gregarius
- Vanellus leucurus
- Pluvialis apricaria
- Pluvialis squatarola
- Charadrius hiaticula
- Charadrius dubius
- Charadrius pecuarius
- Charadrius alexandrinus
- Charadrius leschenaultii
- Charadrius morinellus

### Scolopacidae
- Scolopax rusticola
- Lymnocryptes minimus
- Gallinago media
- Gallinago gallinago
- Limnodromus griseus
- Limnodromus scolopaceus
- Limosa limosa
- Limosa lapponica
- Numenius phaeopus
- Numenius tenuirostris
- Numenius arquata
- Actitis hypoleucos
- Actitis macularia
- Tringa ochropus
- Tringa erythropus
- Tringa nebularia
- Tringa flavipes
- Tringa stagnatilis
- Tringa glareola
- Tringa totanus
- Arenaria interpres
- Calidris tenuirostris
- Calidris canutus
- Calidris alba
- Calidris pusilla
- Calidris minuta
- Calidris temminckii
- Calidris fuscicollis
- Calidris melanotos
- Calidris ferruginea
- Calidris alpina
- Calidris maritima
- Calidris himantopus
- Limicola falcinellus
- Tryngites subruficollis
- Philomachus pugnax
- Phalaropus tricolor
- Phalaropus lobatus
- Phalaropus fulicarius

### Laridae
- Larus canus
- Larus audouinii
- Larus delawarensis
- Larus marinus
- Larus glaucescens
- Larus hyperboreus
- Larus glaucoides
- Larus argentatus
- Larus fuscus
- Larus cachinnans
- Larus michahellis
- Larus cirrocephalus
- Larus ridibundus
- Larus genei
- Larus philadelphia
- Larus melanocephalus
- Larus atricilla
- Larus pipixcan
- Larus minutus
- Xema sabini
- Rissa tridactyla

### Sternidae
- Onychoprion fuscatus
- Onychoprion anaethetus
- Sternula albifrons
- Gelochelidon nilotica
- Hydroprogne caspia
- Chlidonias niger
- Chlidonias leucopterus
- Chlidonias hybrida
- Sterna dougallii
- Sterna paradisaea
- Sterna hirundo
- Thalasseus maximus
- Thalasseus sandvicensis
- Thalasseus bengalensis

### Rynchopidae
- Rynchops flavirostris

### Stercorariidae
- Stercorarius skua
- Stercorarius pomarinus
- Stercorarius parasiticus
- Stercorarius longicaudus

### Alcidae
- Alle alle
- Uria aalge
- Alca torda
- Fratercula arctica

## Pterocliformes

### Pteroclidae
- Pterocles alchata
- Pterocles senegallus
- Pterocles orientalis
- Pterocles coronatus
- Pterocles lichtensteinii

## Columbiformes

### Columbidae
- Columba livia
- Columba oenas
- Columba palumbus
- Streptopelia turtur
- Streptopelia decaocto
- Streptopelia roseogrisea
- Streptopelia senegalensis
- Oena capensis

## Psittaciformes

### Psittacidae
- Psittacula krameri

## Cuculiformes

### Cuculidae
- Clamator glandarius
- Cuculus canorus
- Coccyzus americanus

## Strigiformes

### Tytonidae
- Tyto alba

### Strigidae
- Otus scops
- Bubo ascalaphus
- Strix aluco
- Athene noctua
- Asio otus
- Asio flammeus
- Asio capensis

## Caprimulgiformes

### Caprimulgidae
- Caprimulgus ruficollis
- Caprimulgus europaeus
- Caprimulgus aegyptius
- Caprimulgus nubicus
- Caprimulgus eximius

## Apodiformes

### Apodidae
- Tachymarptis melba
- Apus apus
- Apus unicolor
- Apus pallidus
- Apus affinis
- Apus caffer

## Coraciiformes

### Alcedinidae
- Alcedo atthis
- Ceryle rudis

### Meropidae
- Merops persicus
- Merops apiaster

### Coraciidae
- Coracias garrulus
- Coracias abyssinicus

### Upupidae
- Upupa epops

## Piciformes

### Picidae
- Jynx torquilla
- Dendrocopos major
- Picus vaillantii

## Passeriformes

### Alaudidae
- Alaemon alaudipes
- Chersophilus duponti
- Eremopterix nigriceps
- Ammomanes cinctura
- Ammomanes deserti
- Ramphocoris clotbey
- Melanocorypha calandra
- Calandrella brachydactyla
- Calandrella rufescens
- Eremophila alpestris
- Eremophila bilopha
- Galerida cristata
- Galerida theklae
- Alauda arvensis
- Lullula arborea

### Hirundinidae
- Riparia paludicola
- Riparia riparia
- Hirundo rustica
- Ptyonoprogne rupestris
- Ptyonoprogne fuligula
- Delichon urbicum
- Cecropis daurica

### Motacillidae
- Anthus richardi
- Anthus campestris
- Anthus pratensis
- Anthus cervinus
- Anthus trivialis
- Anthus spinoletta
- Anthus petrosus
- Motacilla alba
- Motacilla flava
- Motacilla citreola
- Motacilla cinerea

### Pycnonotidae
- Pycnonotus barbatus

### Regulidae
- Regulus regulus
- Regulus ignicapilla

### Cinclidae
- Cinclus cinclus

### Troglodytidae
- Troglodytes troglodytes

### Prunellidae
- Prunella collaris
- Prunella modularis

### Turdidae
- Monticola saxatilis
- Monticola solitarius
- Turdus torquatus
- Turdus merula
- Turdus pilaris
- Turdus iliacus
- Turdus philomelos
- Turdus viscivorus

### Cisticolidae
- Cisticola juncidis
- Scotocerca inquieta

### Sylviidae
- Cettia cetti
- Locustella naevia
- Locustella certhiola
- Locustella fluviatilis
- Locustella luscinioides
- Acrocephalus melanopogon
- Acrocephalus paludicola
- Acrocephalus schoenobaenus
- Acrocephalus scirpaceus
- Acrocephalus palustris
- Acrocephalus arundinaceus
- Hippolais pallida
- Hippolais opaca
- Hippolais polyglotta
- Hippolais icterina
- Phylloscopus trochilus
- Phylloscopus collybita
- Phylloscopus ibericus
- Phylloscopus bonelli
- Phylloscopus sibilatrix
- Phylloscopus fuscatus
- Phylloscopus proregulus
- Phylloscopus inornatus
- Sylvia atricapilla
- Sylvia borin
- Sylvia hortensis
- Sylvia communis
- Sylvia curruca
- Sylvia deserti
- Sylvia conspicillata
- Sylvia deserticola
- Sylvia undata
- Sylvia sarda
- Sylvia cantillans
- Sylvia melanocephala

### Muscicapidae
- Muscicapa striata
- Ficedula hypoleuca
- Ficedula speculigera
- Ficedula albicollis
- Ficedula semitorquata
- Ficedula parva
- Erithacus rubecula
- Luscinia luscinia
- Luscinia megarhynchos
- Luscinia svecica
- Cercotrichas galactotes
- Phoenicurus ochruros
- Phoenicurus phoenicurus
- Phoenicurus moussieri
- Saxicola rubetra
- Saxicola rubicola
- Oenanthe leucopyga
- Oenanthe leucura
- Oenanthe oenanthe
- Oenanthe lugens
- Oenanthe moesta
- Oenanthe pleschanka
- Oenanthe hispanica
- Oenanthe deserti
- Oenanthe isabellina

### Timaliidae
- Turdoides fulva

### Paradoxornithidae
- Panurus biarmicus

### Aegithalidae
- Aegithalos caudatus

### Paridae
- Periparus ater
- Lophophanes cristatus
- Parus major
- Cyanistes caeruleus
- Cyanistes teneriffae

### Sittidae
- Sitta europaea

### Tichodromidae
- Tichodroma muraria

### Certhiidae
- Certhia brachydactyla

### Remizidae
- Remiz pendulinus

### Oriolidae
- Oriolus oriolus

### Laniidae
- Lanius collurio
- Lanius meridionalis
- Lanius senator

### Malaconotidae
- Tchagra senegalus

### Corvidae
- Garrulus glandarius
- Pica pica
- Pyrrhocorax pyrrhocorax
- Pyrrhocorax graculus
- Corvus monedula
- Corvus corone
- Corvus ruficollis
- Corvus corax

### Sturnidae
- Sturnus vulgaris
- Sturnus unicolor

### Passeridae
- Passer domesticus
- Passer hispaniolensis
- Passer simplex
- Passer montanus
- Passer luteus
- Petronia petronia
- Montifringilla nivalis

### Estrildidae
- Lagonosticta senegala

### Vireonidae
- Vireo olivaceus

### Fringillidae
- Fringilla coelebs
- Fringilla montifringilla
- Carpodacus erythrinus
- Loxia curvirostra
- Carduelis flammea
- Carduelis spinus
- Carduelis chloris
- Carduelis carduelis
- Carduelis cannabina
- Serinus serinus
- Pyrrhula pyrrhula
- Coccothraustes coccothraustes
- Rhodopechys sanguineus
- Bucanetes githagineus

### Parulidae
- Seiurus motacilla

### Emberizidae
- Emberiza citrinella
- Emberiza leucocephalos
- Emberiza cirlus
- Emberiza cia
- Emberiza hortulana
- Emberiza caesia
- Emberiza striolata
- Emberiza pusilla
- Emberiza melanocephala
- Emberiza schoeniclus
- Emberiza calandra
- Plectrophenax nivalis[1]